# Stoyan Deltschev
Stoyan Deltschev (Plovdiv, Bulgaria, 3 de junio de 1959) es un gimnasta artístico búlgaro, especialista en la prueba de barra horizontal con la que logró ser campeón olímpico en 1980. 
Fue incluido en el Salón de la Fama de la Gimnasia Artística en el año 2008.

## Carrera deportiva
En el Mundial celebrado en Estrasburgo (Francia) en 1978 ganó dos medallas de bronce: en caballo con arcos —tras el húngaro Zoltán Magyar y el alemán Eberhard Gienger (plata)— y en barra horizontal, tras el japonés Shigeru Kasamatsu, de nuevo el alemán Eberhard Gienger y empatado con el soviético Gennady Krysin.
Dos años más tarde, en los JJ. OO. de Moscú 1980 ganó la medalla de oro en barra fija —por delante de los soviéticos Alexander Dityatin y Nikolai Andrianov— y el bronce en la general individual, tras los mismos dos soviéticos de antes, Alexander Dityatin que ganó el oro y Nikolai Andrianov (plata).